# Baligatte, Chitradurga
Baligatte là một làng thuộc tehsil Chitradurga, huyện Chitradurga, bang Karnataka, Ấn Độ.